# Ratíškovice
Ratíškovice település Csehországban, Hodoníni járásban. Ratíškovice Rohatec, Milotice, Vracov, Vacenovice, Dubňany és Hodonín településekkel határos. Lakosainak száma 3964 fő (2024. január 1.).

## Népesség
A település lakosságának változását az alábbi diagram mutatja:
| Lakosok száma | 1159 | 1537 | 1857 | 3347 | 3909 | 3925 | 4021 | 4040 | 3767 | 3964 |
|               | 1869 | 1900 | 1921 | 1961 | 1980 | 2011 | 2016 | 2019 | 2021 | 2024 |